# Tamburello (deporte)

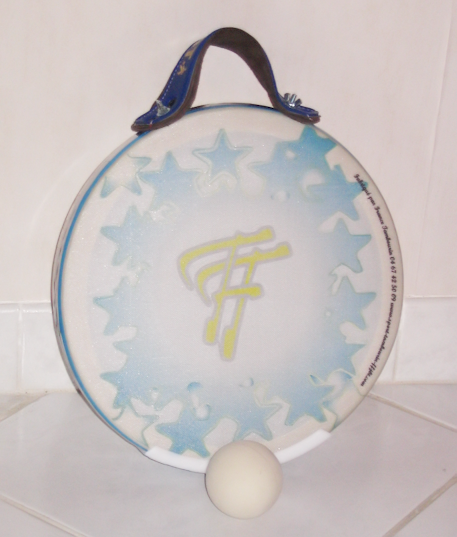
Tamburello y pelota reglamentarios.

El juego de pelota del tamburello es un juego de implemento y pelota, que enfrenta a dos equipos de cinco jugadores. Se denomina a menudo simplemente tamburello o tamburin (castellanización del francés tambourin), otras formas de nombrarlo son pelota al tamburello, o juego del tamburello.
Es un deporte exterior u outdoor –se juega sobre una superficie lisa de tierra o asfalto— aunque se puede practicar a cubierto o en pista cubierta con un reglamento adaptado para así garantizar la práctica, sea cual sea la climatología.

## El juego
Es un deporte de implemento-pelota en el que dos equipos se enfrentan a través de unos jugadores una especie de tambores (tamburellos).
El juego del tamburello desciende del juego de palma o Longue Paume que se practicaba en toda Europa en el siglo XVI, bajo el nombre de “Juego de palma y jardín”.
Aunque Filippo Piana en la "Historia del Tamburello" editada en el 1995, describe juegos de pelota con accesorios de piel de cordero en un marco de madera que aparecen esporádicamente en el año 600 y en el 700, en particular en la Toscana y Roma, pero es alrededor de la mitad del siglo pasado que el Tamburello empieza a florecer.

Filippo Piana, Historia del Tamburello

En los últimos años del siglo XIX el uso de las pelotas de caucho se extendió y permitió entre otras cosas el desarrollo del tamburello.
En 1861 se fabricaron los primeros tamburellos. Los antiguos jugadores que usaban brazaletes, probaron estos nuevos tamburellos. El nuevo instrumento era muy superior, enviaba el balón más lejos, y a los golpes les acompañaba un gran sonido. Por ello, se fueron abandonando los brazaletes.
Los jugadores tenían dificultades para enviar la pelota suficientemente lejos en el saque, por ello, pensaron en la battoirs (pala especial para el saque); para ayudarles a sacar más lejos.
El 1890 marca un hito importante para este deporte en Italia. Destacado por ser el año de su reconocimiento, como juego, por parte de la Federación Gimnástica de Italia, el organismo que regulaba en aquel momento el deporte italiano. La oficialidad de este deporte en Italia por parte del Comité Olímpico verá la luz mucho después.
Durante este periodo, finales del siglo pasado, el Tamburello se practicaba en fiestas o con motivo de competiciones. Era muy popular a principios del siglo XX, se jugaba por todas partes de Francia e Italia, y sobre todo en las plazas de los pequeños pueblos del Languedoc.

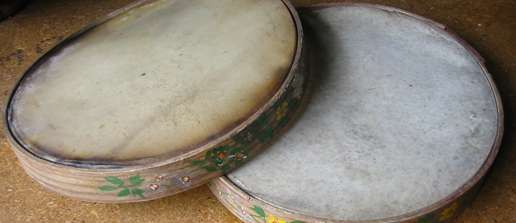
Tamburellos.

Periodo de entreguerras: La institucionalización del juego de pelota con tamburello comenzó después de la Primera Guerra Mundial con la presentación oficial de los primeros clubes así como la de una primera federación en 1923 que no perduró.
1938-1954: Mr. Max Rouquette decide crear la federación francesa del juego de pelota con Tamburello. Por casualidad, que los italianos practicaban un juego que se parecía mucho al que se podía ver practicado en Francia. Desde entonces, ambas federaciones decidieron unificar y codificar las reglas. La forma de juego así como los implementos utilizados en Italia, finalmente estuvieron listos, para una homologación entre las naciones y su competición internacional.
Desde los años 80 la F.I.P.T. y la F.F.J.B.T. exportan este deporte. Ha buscado y ha encontrado compresión y simpatía. Ha promovido iniciativas y se ha hecho cargo de programas deportivos complicados. Conclusión en 1982 el Tamburello se jugaba en Italia y Francia –gracias a la acción federal- se juega en gran parte de Europa: Francia, Alemania, Austria, Suiza, Escocia, Hungría, Bélgica, San Marino, Gran Bretaña, España, así como en EE. UU., Brasil, etc.
Gracias a esta difusión España llegó a conocer este deporte, que sigue expandiéndose gracias a la labor de aquellos que lo conocieron de primera mano.
Hay dos hecho muy significativos en la corta historia de este deporte en nuestro país. Uno es la declaración de Salamanca como ciudad europea de la cultura en 2002, en uno de los múltiples eventos que se organizaron, participaron organizando como voluntarios, un grupo de alumnos del INEF de Madrid. Y dentro de este evento que consistía en los distintos factores culturales de diversas manifestaciones deportivas, uno de los ponentes del evento explicó las connotaciones culturales del tamburello, realizando una experiencia práctica con estos alumnos; y acordando una difusión más amplia y profunda al proponer un seminario de tamburello en el INEF de Madrid durante el curso 2002/2003, experiencia que dio como resultado que este grupo de alumnos y otros muchos conocieran este deporte y se formase un equipo dentro del Club Deportivo INEF Madrid, que acudió a diversas citas internacionales, para seguir perfeccionando su juego (Copa de Europa en Méze 2003, Campeonato Internacional Les Pennes Mirabeau 2003).
El otro hito es el Fórum de las Culturas, celebrado en el 2004 Barcelona, donde uno de los clubes franceses, con larga tradición en organización de encuentros internacionales (Tambourin Club Les Pennes Mirabeau), participó activamente dando a conocer este deporte y sus raíces culturales a todos los visitantes, poniendo en contacto a voluntarios del INEF de Cataluña, con el Club INEF de Madrid y emplazándolos una vez más a su torneo de ese año. Y en dos años formaron un equipo sólido y con gran nivel, que se ha labrado una buena trayectoria internacional. 
Y desde entonces participan dos equipos de España, uno de Madrid y otro de Barcelona, pero gracias a la difusión se creó otro grupo en el INEF de Granada, que acudió a la Copa de Europa de Tamburello en sala este año (2009).

## Técnica y terminología
Como ya se ha dicho, se enfrentan dos equipos de cinco jugadores, que se han de distribuir en la mitad del campo correspondiente. Existen 3 funciones o roles, que marcan la posición en el campo.
En la parte más alejada del campo contrario, se posicionan dos “fondos” que han de devolver la pelota lo más lejos posible. Uno de los “fondos” es el bateador: Que es la persona encargada del saque, poniendo en juego la pelota con su tamburello, battoirs (pala especial para el saque) o con la mandolina, para luego continuar el juego con su tamburello normal.
En la parte más cercana a la línea que divide los campos, se colocan los “cordeleros” que devuelven las pelotas cortas del adversario. Su papel es difícil e ingrato: pues la mayoría de las pelotas les pasa por arriba, sin que puedan ellos intervenir, y cuando pueden hacerlo, les llegan pelotas muy rápidas y muy difíciles de devolver; aunque son los jugadores más decisivos. El golpe ideal para estos jugadores llega cuando uno de los fondos o el tercero falla su golpe; la pelota les llega sin mucha fuerza y al “cordelero” le da tiempo a prepararse, colocarse y lanzar un golpe ganador.
En medio del terreno está el “tercio” quien devuelve, lo más bajo posible, las pelotas que los “cordeleros” no pudieron interceptar. También es quien devuelve las pelotas cortas hacia los fondos. Idealmente este jugador sólo es ofensivo, pero puede dar golpes defensivos si no es buena su posición o si en el momento del golpeo, le molesta viento, sol u otra inclemencia.
La pelota: es roja o blanca, de goma, tiene 6,1 cm de diámetro y pesa 78 gr.
El Tamburello: tiene forma circular, antiguamente era de madera, actualmente es de plástico reforzado por un hilo de cobre sobre el que es tensada una tela sintética (en otro tiempo, se utilizaban una piel tensa de animal, normalmente piel de cabra) que permite el rebote de la pelota. El agarre es ayudado por una empuñadura de cuero. 
La pala o battoirs [pala (especial para el saque)]: tiene 18 cm de diámetro y el mango va de los 70 cm a 1 m. Se utiliza para el saque y permite lanzarlo a gran velocidad. La tendencia actual es al abandono de la pala o battoirs porque su manejo no es complejo y pocos jóvenes están familiarizados con su uso.
La mandolina o mandolines: es un tamburello que tiene una forma parecida a la de una gota de agua. La empuñadura se sitúa en un extremo, el más delgado. La mandolina es utilizada únicamente para el saque y permite sacar lejos más fácilmente y dar mayor efecto a la pelota. Es muy poco utilizada en Francia, mientras que, en Italia se usa frecuentemente.

## Reglas, Arbitraje y Seguridad
Cálculo de puntos. Sabiendo que la pelota puede devolverse con un solo golpe por equipo, este pierde un punto si:
- La pelota no es devuelta al campo contrario.
- La pelota aterriza fuera de los límites del terreno (las líneas forman parte del terreno).
- Si la pelota toca la línea central (la cuerda), también es falta.
- Algún jugador toca la pelota con otra parte del cuerpo que no sea el antebrazo que tiene el tamburello.
- Dos jugadores del mismo equipo tocan consecutivamente la pelota.
- Si un jugador penetra en el campo contrario.
- Si el servidor toca la línea de fondo o penetra en el campo durante el servicio.

El tanteo se efectúa de forma similar al tenis: por juegos, de 15 a 30 a 45, con la regla de ventaja si hay una igualdad a 45. El partido se gana cuando un equipo hace 16 juegos. Cada 3 juegos, los equipos cambian de lado, y el servicio se cambia en cada juego.
Con el fin de evitar que los partidos se eternicen, se incluyó la regla del “punto de oro” en 2006. Al final de un juego, si existen dos igualdades a 45; en la segunda igualdad el equipo que haga el siguiente punto gana el juego.

## Otras modalidades

### Tambeach
Por otro lado la versión “Tambeach” que se juega desde 1969 en las playas sicilianas y apasiona a cualquier deportista del resto del mundo.
Durante muchos años el juego permaneció en la costa ragusana, fue llegando poco a poco a las playas catanesas y de ahí al resto de Italia y de Europa.
Así el 1996: año importante para la FIPT se festeja el centenario de los campeonatos italianos. Aprovechando este acontecimiento se organiza el primer campeonato oficial de Tambeach en todas sus categorías: La especialidad obtiene así el reconocimiento oficial uniéndose así a las modalidades del tamburello al aire libre y en sala. Creándose así un Reglamento Técnico que permitirá a todos los atletas federados participar en los campeonatos organizados en Italia. 
En 1997, el Tambeach va extendiéndose en el extranjero, en septiembre llega a Alemania (Colonia), donde la Federación Alemana, de nuevo nacimiento, organiza el primer Open Alemán de Tambeach. En el participan equipos alemanes, italianos y del norte de Europa.
Desde este momento se comienzan a organizar torneos por toda Italia y fuera de ella: es un momento culminante y definitivo de consagración de este deporte. En Cataluña a partir del 2007 se organiza un torneo internacional en Vilanova i la Geltrú, cerca de Barcelona.
Se juega a un solo juego de 12 o 15 puntos para las fases previas del campeonato, y las fases finales se juegan a dos juegos de 12 puntos, si se empata se determinará con un set más de sólo 5 puntos.
Se juega en individuales y a dobles (masculinos, femeninos y mixtos), la red está situada a 2,10m.
El torneo internacional de Barcelona en sus 3 ediciones la pareja italiana se ha proclamado vencedora.